# Doszanie
Doszanie – średniowieczne plemię słowiańskie należące do grupy plemiennej Stodoran zamieszkujący tereny nad rzeką Hawelą - prawym dopływem Łaby i górną Doszą. Czasami zaliczani do Związku wieleckiego. Po raz pierwszy wymienieni w roku 946, gdy ziemie ich włączone zostały do diecezji hawelberskiej.